# سارگایا (باشقیرستان)
سارگایا (انگلیسی: Sargaya, Republic of Bashkortostan) یک شهرک در شهرستان بورزیانسکی باشقیرستان کشور روسیه است.